# Уральский казахский драматический театр
Западно-Казахстанский областной казахский драматический театр им. Хадиши Букеевой — один из ведущих театров Казахстана. Открылся в 1993 году.

## История
Казахский музыкально-драматический театр действовал в Уральском регионе с 1935 по 1949 год но был закрыт в связи с политической ситуацией тех лет. Западно-Казахстанский областной казахский театр драмы начал свою работу 16 декабря 1993 года с трагедии М.Ауэзова «Қарагөз». В состав театральной труппы были приглашены талантливые артисты и молодые артисты из других театров Казахстана.
В 2002 году театр переехал в новое здание в центре Уральска. Елбасы Нурсултан Назарбаев принял участие в открытии нового здания театра. Основоположниками казахского драмтеатра являются также Мурат Ахманов и Хазима Нугманова, работавшие прежде актёрами в Талдыкоргане.
Первым директором театра был Заслуженный артист Казахстана Амантай Султангалиев. С 1996 по 2014 год театр возглавлял Кужыргали Толеушов. Позже эту должность занял актёр Куаныш Амандыков.
24 февраля 2017 года решением Западно-Казахстанского областного маслихата театру присвоено имя Народной артистки СССР и Казахстана, лауреата Государственной премии СССР Хадиши Букеева.

## Труппа
1. Сердеш Кажымуратов —  Заслуженный артист Республики Казахстан, лауреат Государственной премии Республики Казахстан
2. Гулжиян Шынтемирова — Заслуженный деятель Казахстана
3. Карлыгаш Аскарова — Заслуженный деятель Казахстана
4. Бакытгуль Джакупова — Заслуженный деятель Казахстана
5. Мусагали Бектенов —  «Отличник культуры» РК
6. Бибигуль Исалиева — Заслуженный деятель Казахстана
7. Ербол Есендосов —  Заслуженный деятель Казахстана
8. Асель Мамбетова —  Заслуженный деятель Казахстана
9. Хорлан Шамелова —  «Отличник культуры» РК
10. Нурлыгуль Жубатова —  «Отличник культуры» РК
11. Эльмира Макашева —  «Отличник культуры» РК
12. Темиржан Матаев —  «Отличник культуры» РК
13. Анаргуль Кусайынова —  «Отличник культуры» РК
14. Жанаргуль Курмангалиева —  «Отличник культуры» РК
15. Айдар Жарылгапов —  «Отличник культуры» РК
16. Мамедова Жулдыз — актриса театра и кино, лауреат республиканского фестиваля театров
17. Шадыева Наргиз — Лауреат национальной премии театрального искусства «Сахнагер»

## Награды и премии
- В 1998 году на VI Республиканском театральном фестивале в Таразе по спектаклю С. Асылбекова «Одна ночь» в постановке М. Ахманова театр выиграл Гран-при
- В 2003 году на ХІ республиканском театральном фестивале театр со спектаклем «Махамбет» занял первое место.
- В 2005 году на всемирном фестивале в Каире театр получил признание и высокую оценку зрителей и жюри.
- В 2008 году на республиканском театральном фестивале в Актау со спектаклем «Калигула» театр удостоился двух номинаций — «За лучшую мужскую роль» и в номинации «Режиссёр-дебютант»
- В 2012 году театр принимал ХХ республиканский фестиваль, посвященный 80-летию Азербайжана Мамбетова. Театр имени Хадишы Букеевой представил спектакль по произведению Габита Мусрепова «Кыз Жибек», получил приз за лучшую женскую роль и специальную премию.
- В том же году на театральном фестивале в Костанае спектакль театра «Герострат!» удостоен номинациями «За лучший перевод мировой классики», «За лучшую режиссёрскую работу», «За лучшую мужскую роль», «За лучшую эпизодическую роль» и «За лучшую женскую роль».
- В 2015 году театр показал спектакль «Троянки» на Международном фестивале античного искусства «Боспорские Агоны» в Керчи и был удостоен номинациями за лучший спектакль Гран-При, «За лучшую режиссёрскую работу» и «За лучшую женскую роль».
- На Международном театральном фестивале в Атырау пьесу Р. Отарбаева «Жангир хан» поставил режиссёр М. Томанов, занявший первое место и приз в номинации «Лучшая мужская роль».
- Областной казахский драматический театр, принимавший участие в Международном конкурсе старинной драмы «Стоби-2016», также получил Гран-при, звание «Лучший режиссёр» (Куандык Касымов), «Лучшая актриса» (Бибигуль Исалиева).
- На республиканском фестивале 22 октября 2016 года коллектив театра победил в 13 номинациях.
- «Стоби-2017» в Македонии за спектакль по произведению Мюллера «Филоктет — Медея» театр получил гран-при, актёры удостоились призов «За лучшую мужскую роль» (Салауат Туменов), «За лучшую женскую роль» (актриса Нурлыгуль Жубатова).
- В 2019 году коллектив театра принял участие в VII Международном театральном фестивале «АРТ-ОРДО - 2019» в г. Ош, Кыргызстан, со спектаклем «Арманым - Аселим», а постановщик спектакля Талгат Теменов был награжден статуэткой «Алтын Жетыген». Коллектив театра получил специальный приз Международного культурного центра ТЮРКСОЙ, Наргиз Шадиева получила награду за лучшую женскую роль второго плана.
- В 2019 году Национальная театральная премия «Сахнагер-2019» была присуждена Заслуженному артисту РК, лауреату Государственной премии, С. Кажимуратову в номинации «За выдающийся вклад в развитие театрального искусства».  А обладатель значка «Трудовая слава» Е. Кажымов был признан «Лучшим звукорежиссером». Актриса Н. Шадыева стала лауреатом премии «Үміт».

## Репертуар
1. К. Мырзалиев «Қасқыр қақпан»
2. М. Томанов «Жәннат»
3. Н. Жубатова, Н.Садир «Аялап өтем»
4. Н. Хикмет «Шығыстың шерлі махаббаты»
5. Р. Отарбаев «Жангир хан»
6. М. Ладо «Болмаған оқиға»
7. Ж. Озубекова «Толғақ»
8. У. Шекспир «Гамлет»
9. М. Омарова «Жолаушы»
10. Ф. Булгаков «Қысқа ғұмыр»
11. С. Балгабаев «Ең әдемі келіншек»
12. С. Балгабаев «Біз де ғашық болғанбыз»
13. Д. Исабеков «Әпке»
14. М. Хасенов «Пай, пай, жас жұбайлар-ай»
15. С. Асылбеков «Бір түнгі оқиға»
16. А. Оразбеков «Бір түп алма ағашы»
17. Ш. Айтматов «Жәмила»
18. Ш. Айтматов «Ақ кеме»
19. С. Ахмад «Супер келін»
20. А.Цагарели «Ханума»
21. Б. Узаков «Мезгілсіз келген махаббат»
22. Ш. Айтматов «Арманым - Әселім»
23. Д. Муштанова «Аңыз болған абысындар»
24. М. Шевре «Күтпеген қайырылымдылық»
25. М. Томанов «Made in Махаббат немесе ғашығыңа жолық»
26. М. Омарова «Жалт еткен бір сәуле»
27. М. Баймолда «Он төрт»
28. Н. Сауданбекұлы «Мұқағали мен Нұрғиса»
29. С. Жунисов «Қысылғаннан қыз болдық»
30. С. Досанов «Мәншүк»
31. М. Байджиев «Құдалар»
32. Ф. Булеков «Күйеу іздеген кемпірлер»
33. Ш. Муртаза «Ноқтаға басы сыймаған»
34. Г. Мусрепов «Қыз Жібек»
35. Н. Птушкина «Тастама мені»
36. М. Байджиев «Махаббат жағалауы»
37. И. Оразбаев «Мәңгілік елдің алтын адамы»
38. И. Оразбаев «Ән-Мұхит»
39. И. Оразбаев  «Мен ішпеген у бар ма?»
40. Г. Горин «Атың өшсін Герострат!»
41. Е. Домбаев «Махаббат серенадасы»
42. А. Айларов «Келісім шарт бойынша қалыңдық»
43. М. Гилымхан «Жусан»
44. Мюллер «Филоктет — Медея»
45. Еврипид «Троя арулары»  и др.